# Anatoli Ivanishin
Anatoli Alekséyevich Ivanishin (en ruso: Анато́лий Алексе́евич Ивани́шин; Irkutsk, óblast de Irkutsk, República Socialista Federativa Soviética de Rusia, 15 de enero de 1969) es un astronauta, piloto de aviación, economista, estadista e informatólogo ruso. Además de sus titulaciones universitarias fue piloto de la Fuerza Aérea de Rusia. Dejó su carrera militar en 2003 tras haber sido seleccionado como candidato a astronauta de la Roscosmos.
Por el momento ha viajado en tres ocasiones a la Estación Espacial Internacional. La primera fue en 2011 como ingeniero de vuelo de la Expedición 29 a bordo de la Soyuz TMA-22 y la segunda vez fue en 2016 como comandante de la Expedición 48 a bordo de la Soyuz MS-01. Su tercera y última misión fue como comandante de la Soyuz MS-16 y como parte de la Expedición 62/63 de abril a octubre de 2020, que adelanto su misión debido a la lesión de Nikolai Tikhonov.

## Nacimiento y familia
Ivanishin nació el 15 de enero de 1969 en la ciudad rusa de Irkutsk, que está situada en el óblast de Irkutsk. Su padre es Alexéy Ivanishin y su madre es Nina Ivaníshina. Se casó en la iglesia de la Santa Cruz de su ciudad natal, con Svetlana Ivaníshina, que era una compañera de su escuela. Tienen un hijo, Vladislav (nacido en 1993).

## Formación
En 1986 terminó la educación secundaria con un bachillerato de ciencias, en un instituto de su ciudad natal, Irkutsk.
Ese mismo año intentó ingresar en la Escuela Superior de Pilotos de la Aviación Militar en Cherníhiv, pero no lo consiguió hasta el año siguiente que lo volvió a intentar. Al mismo tiempo ingresó en la Universidad Nacional de Investigación Técnica de Irkutsk.
En 1991 se graduó con medalla de oro y en 2003 se licenció en Economía, Estadística y Teoría de la Información por la Universidad Estatal de Moscú M.V. Lomonósov (MGU).

## Militar
Al mismo tiempo que realizaba sus estudios universitarios, ha servido (desde 1991) en diversas unidades de combate de la Fuerza Aérea Militar de Rusia (VVS). Después de graduarse por la Escuela Superior de Pilotos de la Aviación Militar en Cherníhiv, comenzó a servir en la unidad militar de Borisoglebsk, que está situada en el óblast de Vorónezh, donde pudo volar el avión de combate, Mikoyan MiG-29.
Luego desde 1992, estuvo ejerciendo como piloto de caza sénior en el 159.º Regimiento de Aviación de Cazas con sede en Petrozavodsk (República de Carelia), la cual forma parte del 6.º Ejército Aéreo y donde voló el avión Sukhoi Su-27. Cabe destacar que como piloto de aviación militar ha registrado un total de 507 horas de vuelo y ha realizado con gran éxito 180 saltos en paracaídas.

## Carrera espacial

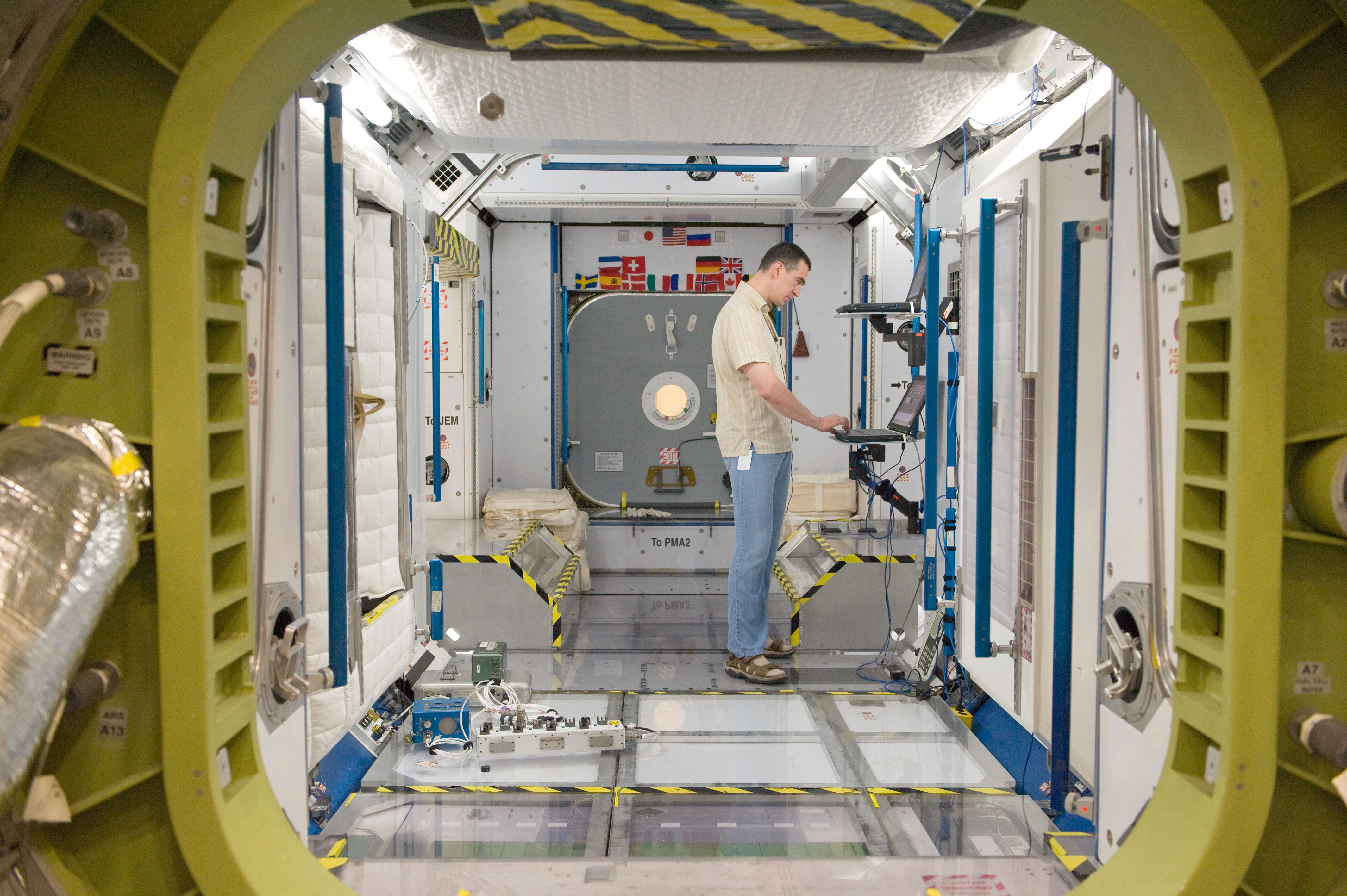
Entrenando en la réplica de la ISS en el Centro Espacial Johnson.

El 29 de mayo de 2003 fue seleccionado como uno de los candidatos a astronauta de la Roscosmos.
Una vez superada la primera selección, el 16 de junio de ese año comenzó sus entrenamientos tanto en el Centro de Entrenamiento de Cosmonautas Gagarin en Ciudad de las Estrellas como en el Centro Espacial Lyndon B. Johnson de la NASA en Houston (Texas).
Tras aprobar la fase de entrenamiento y los exámenes estatales con una calificación de "excelente", el 5 de julio de 2005 recibió la calificación de cosmonauta de prueba.
Como cosmonauta de prueba, se le asignó el rango de comandante de la tripulación de reserva en el vuelo espacial tripulado, Soyuz TMA-20.

### Expedición 29/30

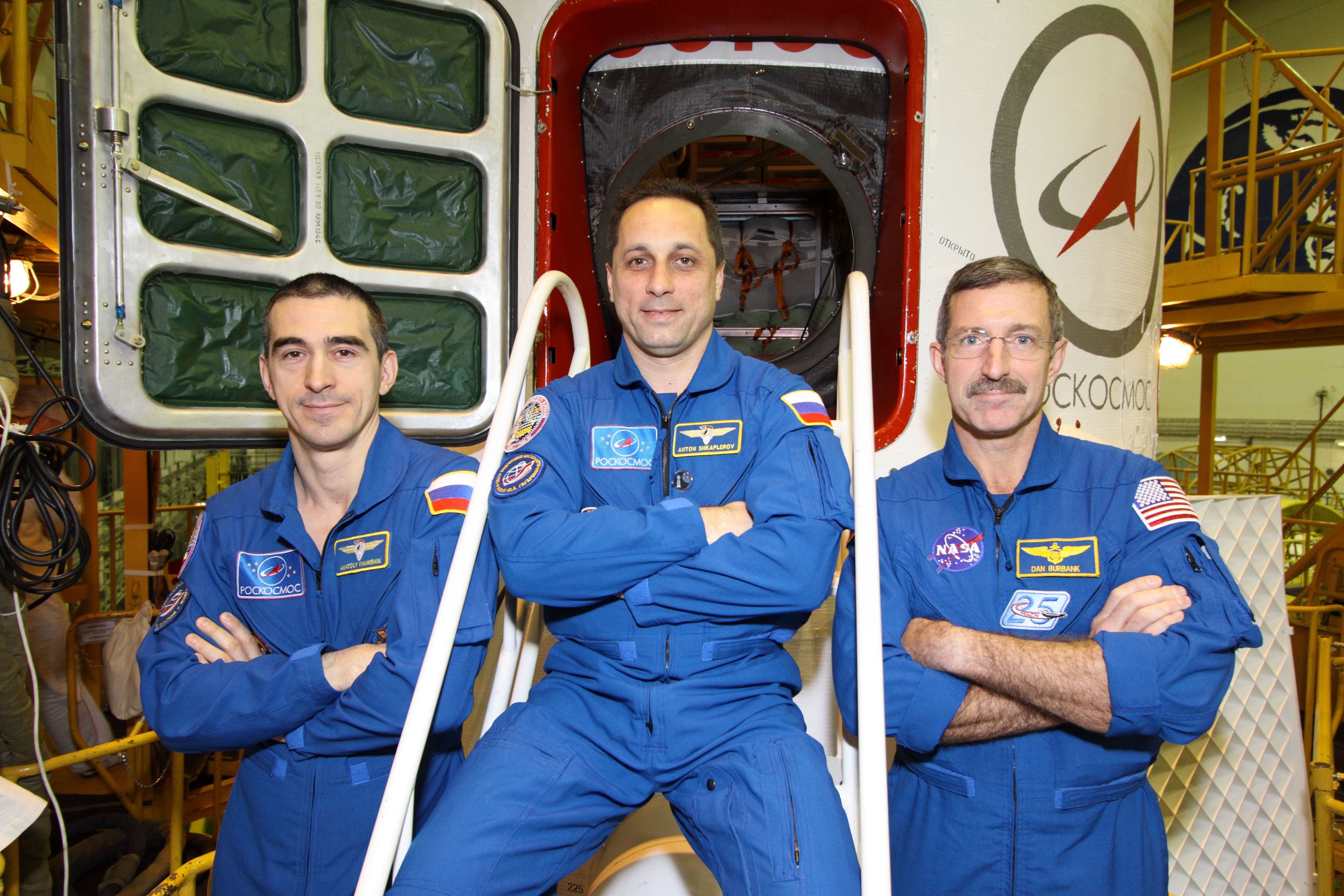
A la izquierda junto al primer cohete en el que voló.

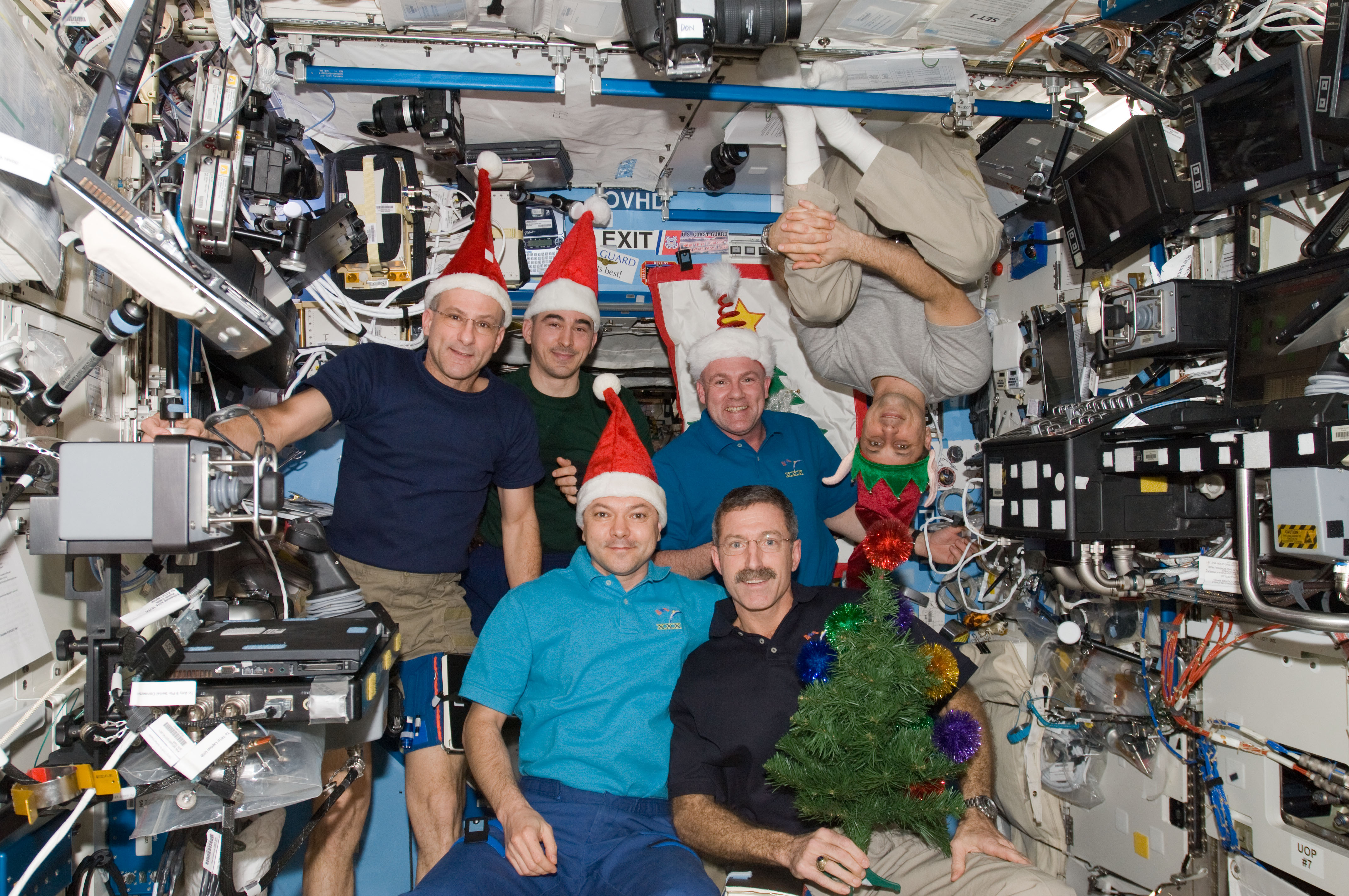
Celebrando la Navidad de 2011 en la ISS.

Anatoli Ivanishin fue lanzado por primera vez al espacio, el 30 de septiembre de 2011 desde el Cosmódromo de Baikonur situado en Kazajistán, a bordo de la nave espacial rusa Soyuz TMA-22 con destino hacia la Estación Espacial Internacional (ISS).
Esta misión era la Expedición 29 y viajó como ingeniero de vuelo n.º 2 junto a los astronautas Anton Shkaplerov y Daniel C. Burbank.
Después de dos días de vuelo, la nave se acopló a la Estación Espacial el 16 de noviembre. Allí fueron recibidos por los miembros de la Expedición 28: Serguéi Vólkov, Satoshi Furukawa y Michael E. Fossum.
Durante la expedición, Ivanishin participó en 37 experimentos y estudios biomédicos científicos, entre los que se encontraban Bioemulsión, OChB, BIF, Kristallizator, Immuno, Aryl, Poligen, Identificación ”,“ Matryoshka-R ”y otros, llevaron a cabo trabajos para equipar la estación con equipos adicionales y mantener su eficiencia.
Finalmente al darle el relevo a la nueva Expedición 30 y tras pasar un total de 165 días en órbita, regresaron a la tierra el 27 de abril de 2012, aterrizando sanos y salvos a las 11:45 AM en el desierto kazajo cerca de la ciudad de Arkalyk.

### Expedición 48/49

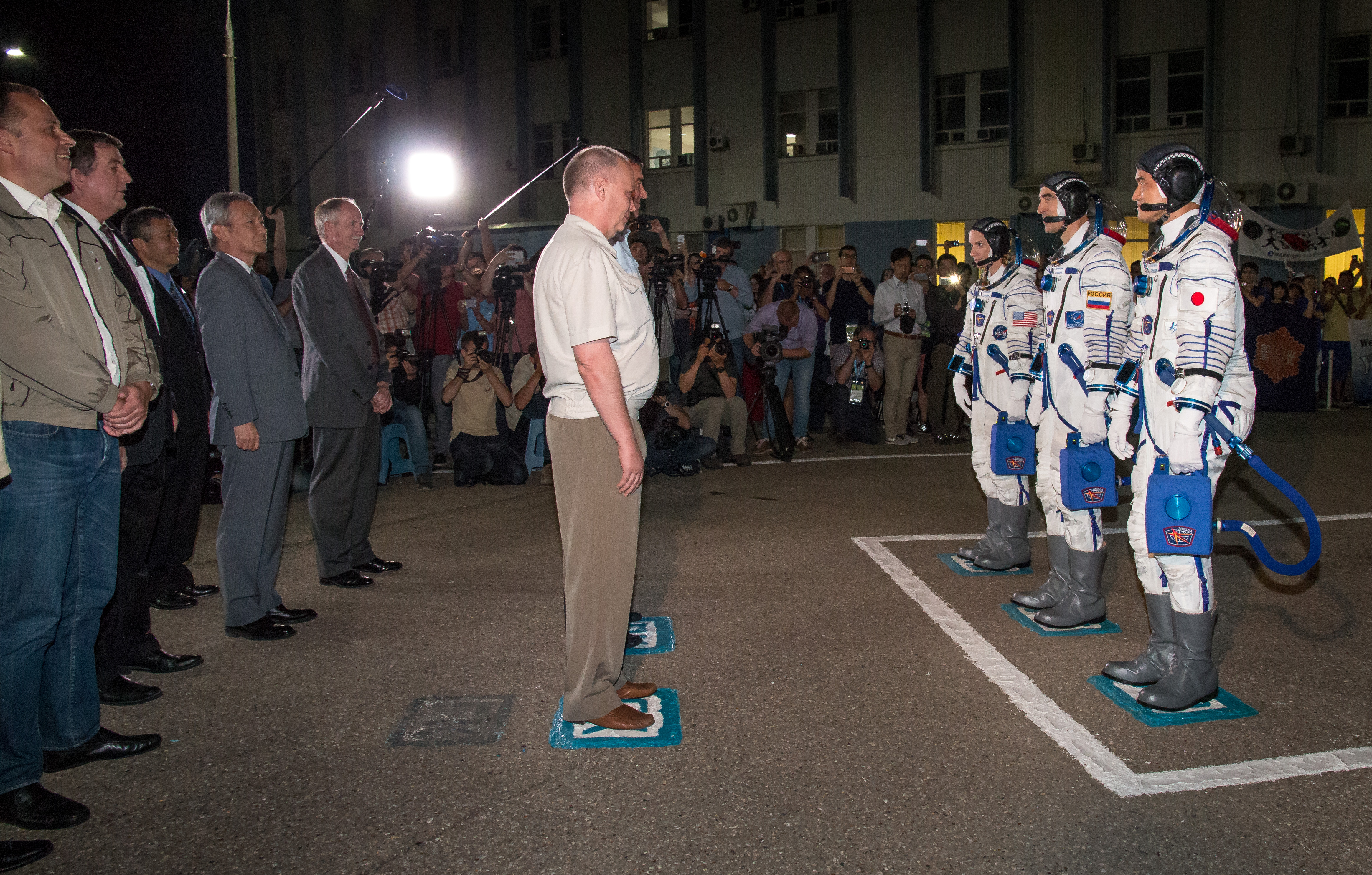
A punto de volar en la Soyuz MS-01.

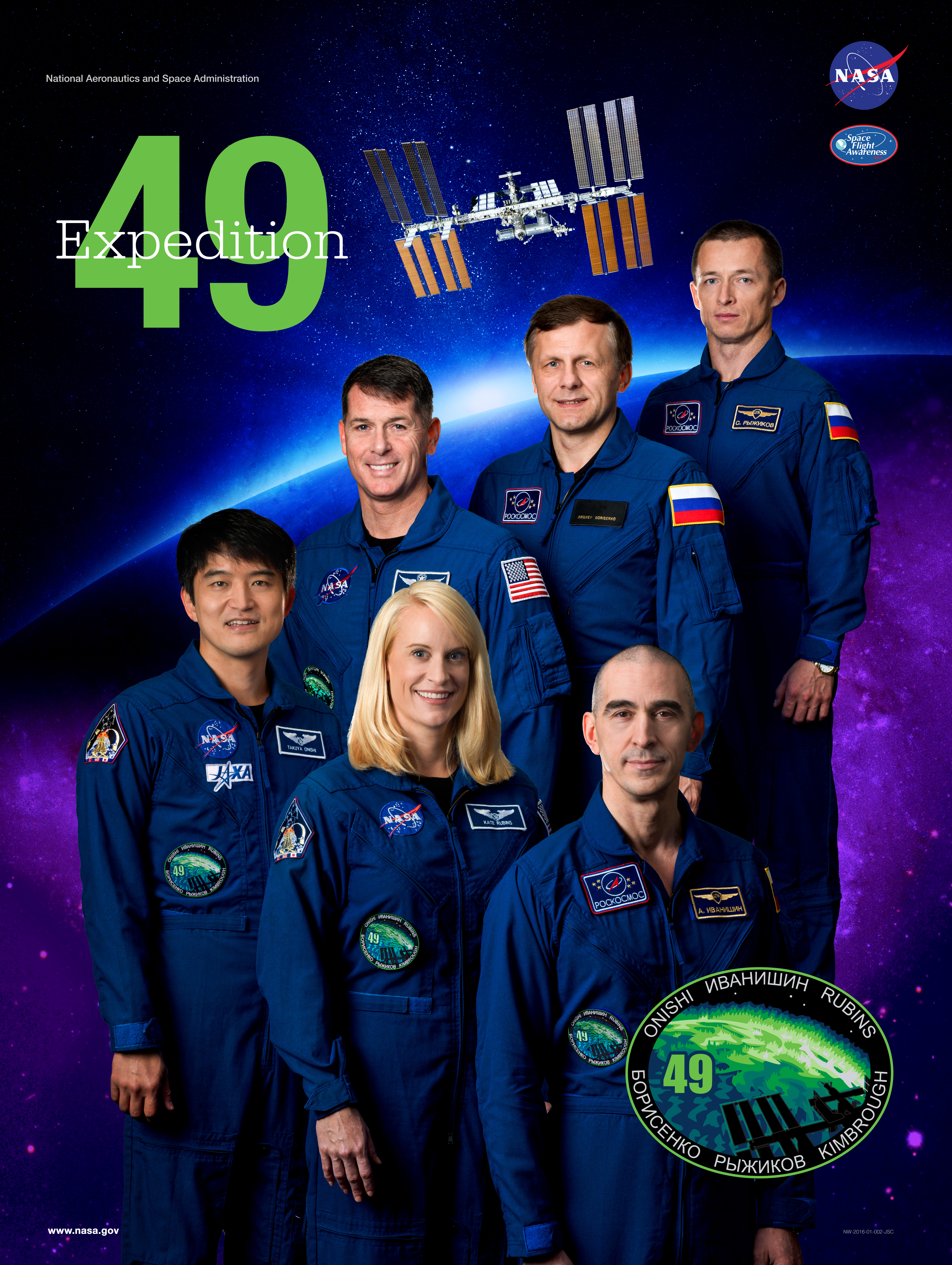
Póster de la Expedición 49, de la cual fue el comandante.

El día 9 de julio de 2016 desde Baikonur fue lanzado al espacio por segunda vez, a bordo de la nave espacial Soyuz MS-01, la cual cabe destacar que tenía una nueva variedad de sistemas mejorados.
Esta nueva misión era la Expedición 48 y viajó en calidad de comandante junto a Kathleen Rubins y Takuya Onishi.
Después de los dos días de vuelo, la nave se acopló a la ISS el 11 de julio y fueron recibidos por los tripulantes de la Expedición 47: Serguéi Zaliotin, Timothy Peake y Timothy Kopra.
Tras darle el relevo a la Expedición 50 y tras haber pasado otros 115 días en órbita, el día 30 de octubre regresaron a la tierra sanos y salvos, llegando a aterrizar a las 6:59h a 149 km al sureste de la ciudad kazaja de Zhezkazgan.

## Títulos, condecoraciones y honores
| Título                                                      |
| ----------------------------------------------------------- |
| Héroe de la Federación Rusa                                 |
| Piloto-Cosmonauta de la Federación Rusa                     |
| Medalla de 4.ª Clase de la Orden al Mérito por la Patria    |
| Medalla de 2.º Grado al Valor Militar                       |
| Medalla de 1.er Grado por Distinción en el Servicio Militar |
| Medalla de 2.º Grado por Distinción en el Servicio Militar  |
| Medalla de 3.er Grado por Distinción en el Servicio Militar |
| Medalla por el Servicio en la Fuerza Aérea                  |
| Medalla del Vuelo Espacial de la NASA                       |
| Medalla de la NASA al Servicio Público Distinguido          |
| Ciudadano Honorario de la Ciudad de Gagarin                 |
| Hijo Predilecto de la Ciudad de Irkutsk                     |

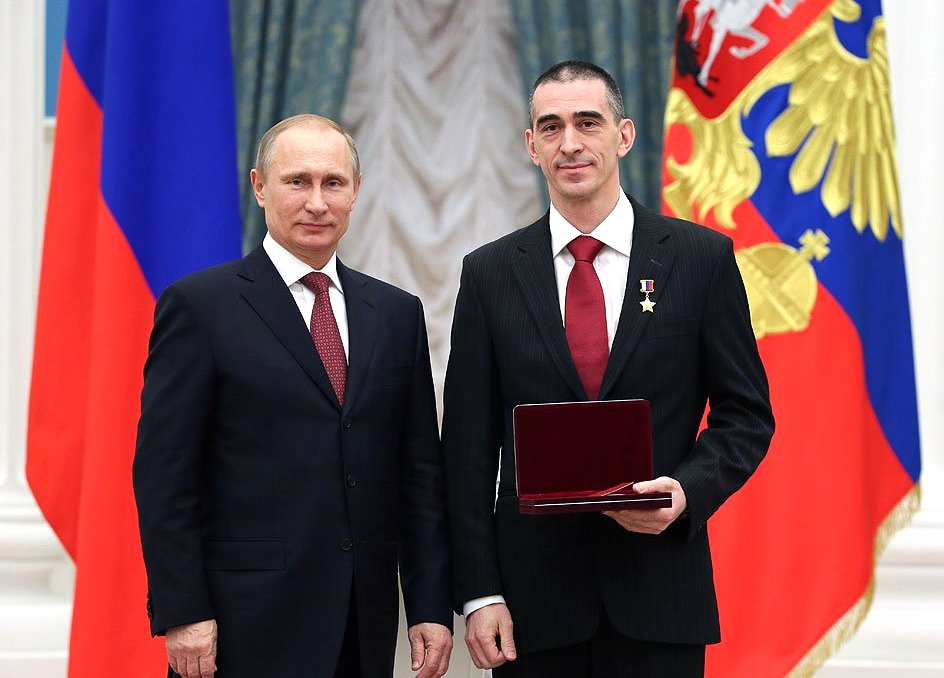
Junto al presidente Vladímir Putin, cuando le otorgó la Medalla de Héroe de la Federación Rusa, el 25 de diciembre de 2013.

- Junto al también astronauta ruso, Oleg Víktorovich Novitski, se convirtió en el portador de la segunda etapa de Moscú del relevo de la antorcha olímpica durante los Juegos Olímpicos de Sochi 2014.